# Bayshore (Oregón)
Bayshore es un lugar designado por el censo ubicado en el condado de Lincoln en el estado estadounidense de Oregón. En el Censo de 2020 tenía una población de 952 habitantes y una densidad poblacional de 148,98 habitantes por km². Fue incluido como CDP en el censo de 2020.

## Geografía
Bayshore se encuentra ubicado en las coordenadas 44°26′29″N 124°4′38″O / 44.44139, -124.07722.Según la Oficina del Censo de los Estados Unidos,  tiene una superficie total de 6,39 km², de la cual 3,61 km² corresponden a tierra firme y 2,78 km² a agua.